# Achleiten (Gemeinde Strengberg)
Achleiten ist eine Streusiedlung in der Marktgemeinde Strengberg im Bezirk Amstetten in Niederösterreich.

## Geografie
Sie befindet sich nördlich von Limbach in den Niederungen und am Rande des Augebiets der Donau und lag vor der Errichtung des Kraftwerks Wallsee-Mitterkirchen unmittelbar am Donaustrom. Am 1. April 2020 umfasste die Streusiedlung 6 Gebäude.

## Geschichte
Schon vor 1011 besaß das bayerische Benediktinerkloster Tegernsee Grundstücke in der Gemeinde. Durch einen Gütertausch mit dem deutschen König Heinrich II. konnte es die Gebiete um 60 Königshufen vermehren. Das Kloster richtete hier seine Herrschaft Achleiten ein, deren Zentrum das Schloss war, das Georg Matthäus Vischer 1672 zeichnete.
Im Jahr 1822 wurde der Ort als eine Rotte mit 14 Häusern und einem Schloss genannt, die nach Haag eingepfarrt war; auch die Kinder wurden in Haag eingeschult. Die Ortsobrigkeit besaß die Herrschaft Achleiten, die auch die Konskription durchführte. Die Landgerichtsbarkeit oblag der Herrschaft Wallsee. Weiters verfügte die Herrschaft Ennsegg im Ort über Untertanen und Grundholden.
In Folge der Theresianischen Reformen wurde der Ort dem Kreis Ober-Wienerwald unterstellt und nach dem Umbruch 1848 war er bis 1867 dem Amtsbezirk Haag zugeteilt. Laut Adressbuch von Österreich war im Jahr 1938 in Achleiten die Skodasche Gutsverwaltung ansässig.

## Sehenswürdigkeiten
- Schloss Achleiten bei Limbach, das in der Katastralgemeinde Limbach liegt